# Lista de episódios de Os Simpsons (temporadas 21 – presente)
Os Simpsons é uma sitcom animada norte-americana criada por Matt Groening para a Fox Broadcasting Company. A série é uma paródia satírica do estilo de vida da classe média dos Estados Unidos, simbolizada pela família protagonista, que consiste de Homer, Marge, Bart, Lisa e Maggie. A série se passa na fictícia cidade de Springfield e satiriza a cultura e a sociedade norte-americanas, a televisão e vários aspectos da condição humana. A família foi concebida por Groening pouco antes de uma solicitação do produtor James L. Brooks para uma série de curtas de animação. Groening elaborou uma família disfuncional e nomeou os personagens como os membros de sua própria família, substituindo o seu próprio nome por Bart. Os curtas tornaram-se parte do programa The Tracey Ullman Show em 19 de abril de 1987.  Após três temporadas, o projeto foi transformado em um programa para o horário nobre, tornando-se um sucesso na Fox.
Desde sua estreia, em 17 de dezembro de 1989, foram exibidos 10 000 episódios. The Simpsons é uma das séries dos Estados Unidos de maior duração e o programa de horário nobre há mais tempo em transmissão. Em fevereiro de 2012, os Simpsons chegaram ao seu 500º episódio na vigésima terceira temporada. Com a vigésima primeira temporada (2009-10), a série superou Gunsmoke em temporadas para reivindicar o local como a mais longa série de televisão americana do horário nobre, e depois também superou Gunsmoke na contagem de episódios com o episódio "Forgive and Regret" em 29 de abril de 2018.
Os episódios de The Simpsons ganharam dezenas de prêmios, incluindo 31 Prêmios Emmy (com dez coml o Melhor Programa Animado), 30 Prêmios Annie e um Prêmio Peabody. The Simpsons Movie um longa-metragem, foi lançado nos cinemas em todo o mundo nos dias 26 e 27 de julho de 2007 e arrecadou US $ 526,2 milhões em todo o mundo. As primeiras dezessete temporadas estão disponíveis em DVD nas regiões 1, 2 e 4, com a vigésima temporada lançada em DVD e Blu-ray em 2010 para comemorar o 20.º aniversário da série. Em 8 de abril de 2015, o apresentador Al Jean anunciou que não haveria mais lançamentos de DVD ou Blu-ray, mudando o foco para a distribuição digital, embora isso tenha sido posteriormente revertido em 22 de julho de 2017.
Em 4 de novembro de 2016, The Simpsons foi renovado às temporadas 29 e 30. Chegou ao seu 600º episódio em 16 de outubro de 2016, na vigésima oitava temporada. A vigésima nona temporada está programada para estrear em 1 de outubro de 2017.

## Resumo
Legenda
As classificações ("ratings") para The Simpsons estão divididas em duas tabelas:
- As temporadas 1–11 estão classificadas como famílias (em milhões).
- As temporadas 12–28 estão classificados como espectadores.

| Temporada | Temporada | Episódios | Episódios | Originalmente exibido  | Originalmente exibido | Nielsen ratings                  | Nielsen ratings | Nielsen ratings |
| Temporada | Temporada | Episódios | Episódios | Estreia da temporada   | Final da temporada    | Famílias / Espectadores          | Classificação   | Avaliação       |
| --------- | --------- | --------- | --------- | ---------------------- | --------------------- | -------------------------------- | --------------- | --------------- |
|           | 1         | 13        | 13        | 17 de dezembro de 1989 | 13 de maio de 1990    | 13.4 milhões de famílias[n1]     | 30              | 14.5            |
|           | 2         | 22        | 22        | 11 de outubro de 1990  | 11 de julho de 1991   | 12.2 milhões de famílias[n1][n2] | 38              | N/A             |
|           | 3         | 24        | 24        | 19 de setembro de 1991 | 27 de agosto de 1992  | 12.0 milhões de famílias[n1][n3] | 33              | N/A             |
|           | 4         | 22        | 22        | 24 de setembro de 1992 | 13 de maio de 1993    | 12.1 milhões de famílias[n1]     | 30              | 13.0            |
|           | 5         | 22        | 22        | 30 de setembro de 1993 | 19 de maio de 1994    | 10.5 milhões de famílias[n1][n4] | 53              | N/A             |
|           | 6         | 25        | 25        | 4 de setembro de 1994  | 21 de maio de 1995    | 9.0 milhões de famílias[n1]      | 67              | N/A             |
|           | 7         | 25        | 25        | 17 de setembro de 1995 | 19 de maio de 1996    | 8.0 milhões de famílias[n1]      | 75              | N/A             |
|           | 8         | 25        | 25        | 27 de outubro de 1996  | 18 de maio de 1997    | 8.6 milhões de famílias          | 53              | N/A             |
|           | 9         | 25        | 25        | 21 de setembro de 1997 | 17 de maio de 1998    | 9.1 milhões de famílias          | 32              | 9.2             |
|           | 10        | 23        | 23        | 23 de agosto de 1998   | 16 de maio de 1999    | 7.9 milhões de famílias          | 46              | N/A             |
|           | 11        | 22        | 22        | 26 de setembro de 1999 | 21 de maio de 2000    | 8.2 milhões de famílias          | 44              | N/A             |
|           | 12        | 21        | 21        | 1 de novembro de 2000  | 20 de maio de 2001    | 14.7 milhões de espectadores     | 21              | N/A             |
|           | 13        | 22        | 22        | 6 de novembro de 2001  | 22 de maio de 2002    | 12.4 milhões de espectadores     | 30              | N/A             |
|           | 14        | 22        | 22        | 3 de novembro de 2002  | 18 de maio de 2003    | 13.4 milhões de espectadores     | 25              | N/A             |
|           | 15        | 22        | 22        | 2 de novembro de 2003  | 23 de maio de 2004    | 10.6 milhões de espectadores     | 42              | N/A             |
|           | 16        | 21        | 21        | 7 de novembro de 2004  | 15 de maio de 2005    | 9.6 milhões de espectadores      | 52              | N/A             |
|           | 17        | 22        | 22        | 11 de setembro de 2005 | 21 de maio de 2006    | 9.1 milhões de espectadores      | 62              | 3.2             |
|           | 18        | 22        | 22        | 10 de setembro de 2006 | 20 de maio de 2007    | 8.6 milhões de espectadores      | 60              | 4.1             |
|           | Filme     | Filme     | Filme     | 27 de julho de 2007    | 27 de julho de 2007   | N/A                              | N/A             | N/A             |
|           | 19        | 20        | 20        | 23 de setembro de 2007 | 18 de maio de 2008    | 8.0 milhões de espectadores      | 87              | N/A             |
|           | 20        | 21        | 21        | 28 de setembro de 2008 | 17 de maio de 2009    | 6.9 milhões de espectadores      | 77              | N/A             |
|           | 21        | 23        | 23        | 27 de setembro de 2009 | 23 de maio de 2010    | 7.2 milhões de espectadores      | 61              | 3.4             |
|           | 22        | 22        | 22        | 26 de setembro de 2010 | 22 de maio de 2011    | 7.3 milhões de espectadores      | 65              | 3.3             |
|           | 23        | 22        | 22        | 25 de setembro de 2011 | 20 de maio de 2012    | 7.0 milhões de espectadores      | 69              | 3.3             |
|           | 24        | 22        | 22        | 30 de setembro de 2012 | 19 de maio de 2013    | 6.3 milhões de espectadores      | 70              | 2.9             |
|           | 25        | 22        | 22        | 29 de setembro de 2013 | 18 de maio de 2014    | 5.6 milhões de espectadores      | 81              | N/A             |
|           | 26        | 22        | 22        | 28 de setembro de 2014 | 17 de maio de 2015    | 5.6 milhões de espectadores      | 100             | 2.6             |
|           | 27        | 22        | 22        | 27 de setembro de 2015 | 22 de maio de 2016    | 4.7 milhões de espectadores      | 102             | 2.1             |
|           | 28        | 22        | 22        | 25 de setembro de 2016 | 21 de maio de 2017    | 4.8 milhões de espectadores      | 92              | 2.1             |
|           | 29        | 21        | 21        | 1 de outubro de 2017   | 20 de maio de 2018    | 4.1 milhões de espectadores      | 122             | 1.7             |
|           | 30        | 23        | 23        | 30 de setembro de 2018 | 12 de maio de 2019    | 3.7 milhões de espectadores      | 126             | 1.4             |
|           | 31        | 22        | 22        | 29 de setembro de 2019 | 17 de maio de 2020    | 3.0 milhões de espectadores      | 103             | 1.1             |
|           | 32        | 22        | 22        | 27 de setembro de 2020 | 23 de maio de 2021    | 2.4 milhões de espectadores      | 117             | 0.8             |
|           | 33        | 22        | 22        | 26 de setembro de 2021 | 22 de maio de 2022    | 2.3 milhões de espectadores      | 98              | 0.7             |
|           | 34        | 22        | 22        | 25 de setembro de 2022 | 21 de maio de 2023    | 2.1 milhões de espectadores      | 98              | 0.65            |
|           | 35        | 18        | 18        | 1 de outubro de 2023   | 19 de maio de 2024    | 1.99 milhões de espectadores     | 106             | 0.58            |
|           | 36        | 18 (+4)   | 18 (+4)   | 29 de setembro de 2024 | 18 de maio de 2025    | ASA                              | ASA             | ASA             |

Notas
1. Até a temporada de televisão de 1996/97, as classificações foram calculadas em 30 semanas de setembro a meados de abril. Os episódios que foram exibidos após meados de abril não faziam parte da média geral e da classificação.[41][42][43][44]
2. A primeira temporada tinha alcançado aproximadamente 13,4 milhões de famílias.[12] A segunda temporada caiu 9%,[41] resultando em uma média de aproximadamente 12,2 milhões de famílias espectadoras.
3. A temporada três teve uma classificação média de 13,0 pontos.[14] Para a temporada 1991/92, cada ponto representava 921 mil habitantes,[42] resultando em uma média total de aproximadamente 12,0 milhões de famílias espectadoras.
4. A quarta temporada apresentou aproximadamente 12,1 milhões de famílias espectadoras.[15] A temporada cinco caiu 13%,[43] resultando em uma média de aproximadamente 10,5 milhões de famílias espectadoras.

## Episódios

### 20.ª temporada (2008–2009)
| № na série | N.º na temp. | Título original                       | Dirigido por      | Escrito por                        | Exibição original                                    | Cód. de produção | Espectadores nos EUA (em milhões) |
| ---------- | ------------ | ------------------------------------- | ----------------- | ---------------------------------- | ---------------------------------------------------- | ---------------- | --------------------------------- |
| 421        | 1            | "Sex, Pies and Idiot Scrapes"         | Lance Kramer      | Kevin Curran                       | 28 de setembro de 2008                               | KABF17           | 9.3                               |
| 422        | 2            | "Lost Verizon"                        | Raymond S. Persi  | John Frink                         | 5 de outubro de 2008                                 | KABF15           | 7.43                              |
| 423        | 3            | "Double, Double, Boy in Trouble"      | Nancy Kruse       | Bill Odenkirk                      | 19 de outubro de 2008                                | KABF14           | 8.09                              |
| 424        | 4            | "Treehouse of Horror XIX"             | Bob Anderson      | Matt Warburton                     | 2 de novembro de 2008                                | KABF16           | 12.48                             |
| 425        | 5            | "Dangerous Curves"                    | Matthew Faughnan  | Billy Kimball & Ian Maxtone-Graham | 9 de novembro de 2008                                | KABF18           | 8.16                              |
| 426        | 6            | "Homer and Lisa Exchange Cross Words" | Michael Polcino   | Tim Long                           | 16 de novembro de 2008                               | KABF19           | 8.52                              |
| 427        | 7            | "MyPods and Boomsticks"               | Steven Dean Moore | Marc Wilmore                       | 30 de novembro de 2008                               | KABF20           | 7.80                              |
| 428        | 8            | "The Burns and the Bees"              | Mark Kirkland     | Stephanie Gillis                   | 7 de dezembro de 2008                                | KABF21           | 6.19                              |
| 429        | 9            | "Lisa the Drama Queen"                | Matthew Nastuk    | Brian Kelley                       | 25 de janeiro de 2009                                | KABF22           | 5.75                              |
| 430        | 10           | "Take My Life, Please"                | Steven Dean Moore | Don Payne                          | LABF01                                               | LABF01           | 6.82                              |
| 431        | 11           | "How the Test Was Won"                | Lance Kramer      | Michael Price                      | 1 de março de 2009                                   | LABF02           | 6.52                              |
| 432        | 12           | "No Loan Again, Naturally"            | Mark Kirkland     | Jeff Westbrook                     | 8 de março de 2009                                   | LABF03           | 5.99                              |
| 433        | 13           | "Gone Maggie Gone"                    | Chris Clements    | Billy Kimball & Ian Maxtone-Graham | 15 de março de 2009                                  | LABF04           | 5.99                              |
| 434        | 14           | "In the Name of the Grandfather"      | Ralph Sosa        | Matt Marshall                      | 17 de março de 2009 (Sky1) 22 de março de 2009 (Fox) | LABF11           | 6.15                              |
| 435        | 15           | "Wedding for Disaster"                | Chuck Sheetz      | Joel H. Cohen                      | 29 de março de 2009                                  | LABF05           | 6.58                              |
| 436        | 16           | "Eeny Teeny Maya Moe"                 | Nancy Kruse       | John Frink                         | 5 de abril de 2009                                   | LABF06           | 6.50                              |
| 437        | 17           | "The Good, the Sad and the Drugly"    | Rob Oliver        | Marc Wilmore                       | 19 de abril de 2009                                  | LABF07           | 6.50                              |
| 438        | 18           | "Father Knows Worst"                  | Matthew Nastuk    | Rob LaZebnik                       | 26 de abril de 2009                                  | LABF08           | 5.94                              |
| 439        | 19           | "Waverly Hills, 9-0-2-1-D'oh"         | Michael Polcino   | J. Stewart Burns                   | 3 de maio de 2009                                    | LABF10           | 6.75                              |
| 440        | 20           | "Four Great Women and a Manicure"     | Raymond S. Persi  | Valentina L. Garza                 | 10 de maio de 2009                                   | LABF09           | 5.16                              |
| 441        | 21           | "Coming to Homerica"                  | Steven Dean Moore | Brendan Hay                        | 17 de maio de 2009                                   | LABF12           | 5.86                              |

### 21.ª temporada (2009–2010)
| № na série | N.º na temp. | Título original                   | Dirigido por                         | Escrito por                        | Exibição original       | Cód. de produção | Espectadores nos EUA (em milhões) |
| ---------- | ------------ | --------------------------------- | ------------------------------------ | ---------------------------------- | ----------------------- | ---------------- | --------------------------------- |
| 442        | 1            | "Homer the Whopper"               | Lance Kramer                         | Seth Rogen & Evan Goldberg         | 27 de setembro de 2009  | LABF13           | 8.31                              |
| 443        | 2            | "Bart Gets a Z"                   | Mark Kirkland                        | Matt Selman                        | 4 de outubro de 2009    | LABF15           | 9.32                              |
| 444        | 3            | "The Great Wife Hope"             | Matthew Faughnan                     | Carolyn Omine                      | 11 de outubro de 2009   | LABF16           | 7.5                               |
| 445        | 4            | "Treehouse of Horror XX"          | Mike B. Anderson & Matthew Schofield | Daniel Chun                        | 18 de outubro de 2009   | LABF14           | 8.59                              |
| 446        | 5            | "The Devil Wears Nada"            | Nancy Kruse                          | Tim Long                           | 15 de novembro de 2009  | LABF17           | 9.04                              |
| 447        | 6            | "Pranks and Greens"               | Chuck Sheetz                         | Jeff Westbrook                     | 22 de novembro de 2009  | LABF18           | 7.03                              |
| 448        | 7            | "Rednecks and Broomsticks"        | Bob Anderson & Rob Oliver            | Kevin Curran                       | 29 de novembro de 2009  | LABF19           | 9.02                              |
| 449        | 8            | "O Brother, Where Bart Thou?"     | Steven Dean Moore                    | Matt Selman                        | 13 de dezembro de 2009  | MABF01           | 7.11                              |
| 450        | 9            | "Thursdays with Abie"             | Michael Polcino                      | Don Payne & Mitchell H. Glazer     | 3 de janeiro de 2010    | MABF02           | 8.65                              |
| 451        | 10           | "Once Upon a Time in Springfield" | Matthew Nastuk                       | Stephanie Gillis                   | 10 de janeiro de 2010   | LABF20           | 14.62                             |
| 452        | 11           | "Million Dollar Maybe"            | Chris Clements                       | Bill Odenkirk                      | 31 de janeiro de 2010   | MABF03           | 5.11                              |
| 453        | 12           | "Boy Meets Curl"                  | Chuck Sheetz                         | Rob LaZebnik                       | 14 de fevereiro de 2010 | MABF05           | 5.87                              |
| 454        | 13           | "The Color Yellow"                | Raymond S. Persi                     | Billy Kimball & Ian Maxtone-Graham | 21 de fevereiro de 2010 | MABF06           | 6.08                              |
| 455        | 14           | "Postcards from the Wedge"        | Mark Kirkland                        | Brian Kelley                       | 14 de março de 2010     | MABF04           | 5.23                              |
| 456        | 15           | "Stealing First Base"             | Steven Dean Moore                    | John Frink                         | 21 de março de 2010     | MABF07           | 5.69                              |
| 457        | 16           | "The Greatest Story Ever D'ohed"  | Michael Polcino                      | Kevin Curran                       | 28 de março de 2010     | MABF10           | 5.69                              |
| 458        | 17           | "American History X-cellent"      | Bob Anderson                         | Michael Price                      | 11 de abril de 2010     | MABF08           | 5.65                              |
| 459        | 18           | "Chief of Hearts"                 | Chris Clements                       | Carolyn Omine & William Wright     | 18 de abril de 2010     | MABF09           | 5.93                              |
| 460        | 19           | "The Squirt and the Whale"        | Mark Kirkland                        | Matt Warburton                     | 25 de abril de 2010     | MABF14           | 5.94                              |
| 461        | 20           | "To Surveil with Love"            | Lance Kramer                         | Michael Nobori                     | 2 de maio de 2010       | MABF12           | 6.06                              |
| 462        | 21           | "Moe Letter Blues"                | Matthew Nastuk                       | Stephanie Gillis                   | 9 de maio de 2010       | MABF13           | 5.66                              |
| 463        | 22           | "The Bob Next Door"               | Nancy Kruse                          | John Frink                         | 16 de maio de 2010      | MABF11           | 6.26                              |
| 464        | 23           | "Judge Me Tender"                 | Steven Dean Moore                    | Dan Greaney & Allen Glazier        | 23 de maio de 2010      | MABF15           | 5.74                              |

### 22.ª temporada (2010–2011)
| N.º geral | N.º na temp. | Título original                             | Dirigido por                     | Escrito por                        | Exibição original       | Cód. de produção | Espectadores nos EUA (em milhões) |
| --------- | ------------ | ------------------------------------------- | -------------------------------- | ---------------------------------- | ----------------------- | ---------------- | --------------------------------- |
| 465       | 1            | "Elementary School Musical"                 | Mark Kirkland                    | Tim Long                           | 26 de setembro de 2010  | MABF21           | 7.75                              |
| 466       | 2            | "Loan-a Lisa"                               | Matthew Faughnan                 | Valentina L. Garza                 | 3 de outubro de 2010    | MABF17           | 8.59                              |
| 467       | 3            | "MoneyBart"                                 | Nancy Kruse                      | Tim Long                           | 10 de outubro de 2010   | MABF18           | 6.72                              |
| 468       | 4            | "Treehouse of Horror XXI"                   | Bob Anderson                     | Joel H. Cohen                      | 7 de novembro de 2010   | MABF16           | 8.19                              |
| 469       | 5            | "Lisa Simpson, This Isn't Your Life"        | Matthew Nastuk                   | Joel H. Cohen                      | 14 de novembro de 2010  | MABF20           | 8.97                              |
| 470       | 6            | "The Fool Monty"                            | Steven Dean Moore                | Michael Price                      | 21 de novembro de 2010  | NABF01           | 6.58                              |
| 471       | 7            | "How Munched is That Birdie in the Window?" | Michael Polcino                  | Kevin Curran                       | 28 de novembro de 2010  | NABF02           | 9.38                              |
| 472       | 8            | "The Fight Before Christmas"                | Bob Anderson & Matthew Schofield | Deb Lacusta & Dan Castellaneta     | 5 de dezembro de 2010   | MABF22           | 9.54                              |
| 473       | 9            | "Donnie Fatso"                              | Ralph Sosa                       | Chris Cluess                       | 12 de dezembro de 2010  | MABF19           | 7.18                              |
| 474       | 10           | "Moms I'd Like to Forget"                   | Chris Clements                   | Brian Kelley                       | 9 de janeiro de 2011    | NABF03           | 12.6                              |
| 475       | 11           | "Flaming Moe"                               | Chuck Sheetz                     | Matt Selman                        | 16 de janeiro de 2011   | NABF04           | 6.47                              |
| 476       | 12           | "Homer the Father"                          | Mark Kirkland                    | Joel H. Cohen                      | 23 de janeiro de 2011   | NABF05           | 6.50                              |
| 477       | 13           | "The Blue and the Gray"                     | Bob Anderson                     | Rob LaZebnik                       | 13 de fevereiro de 2011 | NABF06           | 5.61                              |
| 478       | 14           | "Angry Dad: The Movie"                      | Matthew Nastuk                   | John Frink                         | 20 de fevereiro de 2011 | NABF07           | 6.35                              |
| 479       | 15           | "The Scorpion's Tale"                       | Matthew Schofield                | Billy Kimball & Ian Maxtone-Graham | 6 de março de 2011      | NABF08           | 6.20                              |
| 480       | 16           | "A Midsummer's Nice Dream"                  | Steven Dean Moore                | Deb Lacusta & Dan Castellaneta     | 13 de março de 2011     | NABF09           | 5.44                              |
| 481       | 17           | "Love Is a Many Strangled Thing"            | Michael Polcino                  | Bill Odenkirk                      | 27 de março de 2011     | NABF10           | 6.14                              |
| 482       | 18           | "The Great Simpsina"                        | Chris Clements                   | Matt Warburton                     | 10 de abril de 2011     | NABF11           | 4.99                              |
| 483       | 19           | "The Real Housewives of Fat Tony"           | Lance Kramer                     | Dick Blasucci                      | 1 de maio de 2011       | NABF12           | 6.10                              |
| 484       | 20           | "Homer Scissorhands"                        | Mark Kirkland                    | Peter Gaffney & Steve Viksten      | 8 de maio de 2011       | NABF13           | 5.48                              |
| 485       | 21           | "500 Keys"                                  | Bob Anderson                     | John Frink                         | 15 de maio de 2011      | NABF14           | 6.00                              |
| 486       | 22           | "The Ned-Liest Catch"                       | Chuck Sheetz                     | Jeff Westbrook                     | 22 de maio de 2011      | NABF15           | 5.25                              |

### 23.ª temporada (2011–2012)
| N.º geral | N.º na temp. | Título original                                     | Dirigido por      | Escrito por                        | Exibição original       | Cód. de produção | Espectadores nos EUA (em milhões) |
| --------- | ------------ | --------------------------------------------------- | ----------------- | ---------------------------------- | ----------------------- | ---------------- | --------------------------------- |
| 487       | 1            | "The Falcon and the D'ohman"                        | Matthew Nastuk    | Justin Hurwitz                     | 25 de setembro de 2011  | NABF16           | 8.08                              |
| 488       | 2            | "Bart Stops to Smell the Roosevelts"                | Steven Dean Moore | Tim Long                           | 2 de outubro de 2011    | NABF17           | 6.19                              |
| 489       | 3            | "Treehouse of Horror XXII"                          | Matthew Faughnan  | Carolyn Omine                      | 30 de outubro de 2011   | NABF19           | 8.10                              |
| 490       | 4            | "Replaceable You"                                   | Mark Kirkland     | Stephanie Gillis                   | 6 de novembro de 2011   | NABF21           | 7.97                              |
| 491       | 5            | "The Food Wife"                                     | Timothy Bailey    | Matt Selman                        | 13 de novembro de 2011  | NABF20           | 7.50                              |
| 492       | 6            | "The Book Job"                                      | Bob Anderson      | Dan Vebber                         | 20 de novembro de 2011  | NABF22           | 5.77                              |
| 493       | 7            | "The Man in the Blue Flannel Pants"                 | Steven Dean Moore | Jeff Westbrook                     | 27 de novembro de 2011  | PABF01           | 5.61                              |
| 494       | 8            | "The Ten-Per-Cent Solution"                         | Michael Polcino   | Deb Lacusta & Dan Castellaneta     | 4 de dezembro de 2011   | PABF02           | 9.01                              |
| 495       | 9            | "Holidays of Future Passed"                         | Rob Oliver        | J. Stewart Burns                   | 11 de dezembro de 2011  | NABF18           | 6.43                              |
| 496       | 10           | "Politically Inept, with Homer Simpson"             | Mark Kirkland     | John Frink                         | 8 de janeiro de 2012    | PABF03           | 5.07                              |
| 497       | 11           | "The D'oh-cial Network"                             | Chris Clements    | J. Stewart Burns                   | 15 de janeiro de 2012   | PABF04           | 11.48                             |
| 498       | 12           | "Moe Goes from Rags to Riches"                      | Bob Anderson      | Tim Long                           | 29 de janeiro de 2012   | PABF05           | 5.12                              |
| 499       | 13           | "The Daughter Also Rises"                           | Chuck Sheetz      | Rob LaZebnik                       | 12 de fevereiro de 2012 | PABF06           | 4.26                              |
| 500       | 14           | "At Long Last Leave"                                | Matthew Nastuk    | Michael Price                      | 19 de fevereiro de 2012 | PABF07           | 5.77                              |
| 501       | 15           | "Exit Through the Kwik-E-Mart"                      | Steven Dean Moore | Marc Wilmore                       | 4 de março de 2012      | PABF09           | 5.09                              |
| 502       | 16           | "How I Wet Your Mother"                             | Lance Kramer      | Billy Kimball & Ian Maxtone-Graham | 11 de março de 2012     | PABF08           | 4.97                              |
| 503       | 17           | "Them, Robot"                                       | Michael Polcino   | Michael Price                      | 18 de março de 2012     | PABF10           | 5.25                              |
| 504       | 18           | "Beware My Cheating Bart"                           | Mark Kirkland     | Ben Joseph                         | 15 de abril de 2012     | PABF11           | 4.86                              |
| 505       | 19           | "A Totally Fun Thing That Bart Will Never Do Again" | Chris Clements    | Matt Warburton                     | 29 de abril de 2012     | PABF12           | 5.00                              |
| 506       | 20           | "The Spy Who Learned Me"                            | Bob Anderson      | Marc Wilmore                       | 6 de maio de 2012       | PABF13           | 4.84                              |
| 507       | 21           | "Ned 'n Edna's Blend"                               | Chuck Sheetz      | Jeff Westbrook                     | 13 de maio de 2012      | PABF15           | 4.07                              |
| 508       | 22           | "Lisa Goes Gaga"                                    | Matthew Schofield | Tim Long                           | 20 de maio de 2012      | PABF14           | 4.82                              |

### 24.ª temporada (2012–2013)
| N.º geral | N.º na temp. | Título original                   | Dirigido por      | Escrito por                        | Exibição original       | Cód. de produção | Espectadores nos EUA (em milhões) |
| --------- | ------------ | --------------------------------- | ----------------- | ---------------------------------- | ----------------------- | ---------------- | --------------------------------- |
| 509       | 1            | "Moonshine River"                 | Bob Anderson      | Tim Long                           | 30 de setembro de 2012  | PABF21           | 8.08                              |
| 510       | 2            | "Treehouse of Horror XXIII"       | Steven Dean Moore | David Mandel & Brian Kelley        | 7 de outubro de 2012    | PABF17           | 6.57                              |
| 511       | 3            | "Adventures in Baby-Getting"      | Rob Oliver        | Bill Odenkirk                      | 4 de novembro de 2012   | PABF18           | 5.65                              |
| 512       | 4            | "Gone Abie Gone"                  | Matthew Nastuk    | Joel H. Cohen                      | 11 de novembro de 2012  | PABF16           | 6.86                              |
| 513       | 5            | "Penny-Wiseguys"                  | Mark Kirkland     | Michael Price                      | 18 de novembro de 2012  | PABF19           | 5.06                              |
| 514       | 6            | "A Tree Grows in Springfield"     | Timothy Bailey    | Stephanie Gillis                   | 25 de novembro de 2012  | PABF22           | 7.46                              |
| 515       | 7            | "The Day the Earth Stood Cool"    | Matthew Faughnan  | Matt Selman                        | 9 de dezembro de 2012   | PABF20           | 7.44                              |
| 516       | 8            | "To Cur with Love"                | Steven Dean Moore | Carolyn Omine                      | 16 de dezembro de 2012  | RABF01           | 3.77                              |
| 517       | 9            | "Homer Goes to Prep School"       | Mark Kirkland     | Brian Kelley                       | 6 de janeiro de 2013    | RABF02           | 8.97                              |
| 518       | 10           | "A Test Before Trying"            | Chris Clements    | Joel H. Cohen                      | 13 de janeiro de 2013   | RABF03           | 5.04                              |
| 519       | 11           | "The Changing of the Guardian"    | Bob Anderson      | Rob LaZebnik                       | 27 de janeiro de 2013   | RABF04           | 5.23                              |
| 520       | 12           | "Love Is a Many-Splintered Thing" | Chris Clements    | Tim Long                           | 10 de fevereiro de 2013 | RABF07           | 4.19                              |
| 521       | 13           | "Hardly Kirk-ing"                 | Matthew Nastuk    | Tom Gammill & Max Pross            | 17 de fevereiro de 2013 | RABF05           | 4.57                              |
| 522       | 14           | "Gorgeous Grampa"                 | Chuck Sheetz      | Matt Selman                        | 3 de março de 2013      | RABF06           | 4.66                              |
| 523       | 15           | "Black Eyed, Please"              | Matthew Schofield | John Frink                         | 10 de março de 2013     | RABF09           | 4.85                              |
| 524       | 16           | "Dark Knight Court"               | Mark Kirkland     | Billy Kimball & Ian Maxtone-Graham | 17 de março de 2013     | RABF10           | 4.89                              |
| 525       | 17           | "What Animated Women Want"        | Steven Dean Moore | J. Stewart Burns                   | 14 de abril de 2013     | RABF08           | 4.11                              |
| 526       | 18           | "Pulpit Friction"                 | Chris Clements    | Bill Odenkirk                      | 28 de abril de 2013     | RABF11           | 4.54                              |
| 527       | 19           | "Whiskey Business"                | Matthew Nastuk    | Valentina L. Garza                 | 5 de maio de 2013       | RABF13           | 4.43                              |
| 528       | 20           | "The Fabulous Faker Boy"          | Bob Anderson      | Brian McConnachie                  | 12 de maio de 2013      | RABF12           | 4.16                              |
| 529       | 21           | "The Saga of Carl"                | Chuck Sheetz      | Eric Kaplan                        | 19 de maio de 2013      | RABF14           | 4.01                              |
| 530       | 22           | "Dangers on a Train"              | Steven Dean Moore | Michael Price                      | 19 de maio de 2013      | RABF17           | 4.52                              |

### 25.ª temporada (2013–2014)
| N.º geral | N.º na temp. | Título original                         | Dirigido por      | Escrito por                        | Exibição original      | Cód. de produção | Espectadores nos EUA (em milhões) |
| --------- | ------------ | --------------------------------------- | ----------------- | ---------------------------------- | ---------------------- | ---------------- | --------------------------------- |
| 531       | 1            | "Homerland"                             | Bob Anderson      | Stephanie Gillis                   | 29 de setembro de 2013 | RABF20           | 6.37                              |
| 532       | 2            | "Treehouse of Horror XXIV"              | Rob Oliver        | Jeff Westbrook                     | 6 de outubro de 2013   | RABF16           | 6.42                              |
| 533       | 3            | "Four Regrettings and a Funeral"        | Mark Kirkland     | Marc Wilmore                       | 3 de novembro de 2013  | RABF18           | 5.43                              |
| 534       | 4            | "YOLO"                                  | Michael Polcino   | Michael Nobori                     | 10 de novembro de 2013 | RABF22           | 4.20                              |
| 535       | 5            | "Labor Pains"                           | Matthew Faughnan  | Don Payne & Mitchell H. Glazer     | 17 de novembro de 2013 | RABF19           | 4.08                              |
| 536       | 6            | "The Kid Is All Right"                  | Mark Kirkland     | Tim Long                           | 24 de novembro de 2013 | SABF02           | 6.78                              |
| 537       | 7            | "Yellow Subterfuge"                     | Bob Anderson      | Joel H. Cohen                      | 8 de dezembro de 2013  | SABF04           | 6.85                              |
| 538       | 8            | "White Christmas Blues"                 | Steven Dean Moore | Don Payne                          | 15 de dezembro de 2013 | SABF01           | 8.48                              |
| 539       | 9            | "Steal This Episode"                    | Matthew Nastuk    | J. Stewart Burns                   | 5 de janeiro de 2014   | SABF05           | 12.04                             |
| 540       | 10           | "Married to the Blob"                   | Chris Clements    | Tim Long                           | 12 de janeiro de 2014  | SABF03           | 4.83                              |
| 541       | 11           | "Specs and the City"                    | Lance Kramer      | Brian Kelley                       | 26 de janeiro de 2014  | SABF06           | 3.87                              |
| 542       | 12           | "Diggs"                                 | Michael Polcino   | Dan Greaney & Allen Glazier        | 9 de março de 2014     | SABF08           | 2.69                              |
| 543       | 13           | "The Man Who Grew Too Much"             | Matthew Schofield | Jeff Westbrook                     | 9 de março de 2014     | SABF07           | 3.75                              |
| 544       | 14           | "The Winter of His Content"             | Chuck Sheetz      | Kevin Curran                       | 16 de março de 2014    | SABF09           | 4.02                              |
| 545       | 15           | "The War of Art"                        | Steven Dean Moore | Rob LaZebnik                       | 23 de março de 2014    | SABF10           | 3.98                              |
| 546       | 16           | "You Don't Have to Live Like a Referee" | Mark Kirkland     | Michael Price                      | 30 de março de 2014    | SABF11           | 3.91                              |
| 547       | 17           | "Luca$"                                 | Chris Clements    | Carolyn Omine                      | 6 de abril de 2014     | SABF12           | 4.30                              |
| 548       | 18           | "Days of Future Future"                 | Bob Anderson      | J. Stewart Burns                   | 13 de abril de 2014    | SABF13           | 3.64                              |
| 549       | 19           | "What to Expect When Bart's Expecting"  | Matthew Nastuk    | John Frink                         | 27 de abril de 2014    | SABF14           | 3.45                              |
| 550       | 20           | "Brick Like Me"                         | Matthew Nastuk    | Brian Kelley                       | 4 de maio de 2014      | RABF21           | 4.39                              |
| 551       | 21           | "Pay Pal"                               | Michael Polcino   | David H. Steinberg                 | 11 de maio de 2014     | SABF15           | 3.66                              |
| 552       | 22           | "The Yellow Badge of Cowardge"          | Timothy Bailey    | Billy Kimball & Ian Maxtone-Graham | 18 de maio de 2014     | SABF18           | 3.28                              |

### 26.ª temporada (2014–2015)
| N.º geral | N.º na temp. | Título original                 | Dirigido por      | Escrito por                    | Exibição original       | Cód. de produção | Espectadores nos EUA (em milhões) |
| --------- | ------------ | ------------------------------- | ----------------- | ------------------------------ | ----------------------- | ---------------- | --------------------------------- |
| 553       | 1            | "Clown in the Dumps"            | Steven Dean Moore | Joel H. Cohen                  | 28 de setembro de 2014  | SABF20           | 8.53                              |
| 554       | 2            | "The Wreck of the Relationship" | Chuck Sheetz      | Jeff Westbrook                 | 5 de outubro de 2014    | SABF17           | 4.27                              |
| 555       | 3            | "Super Franchise Me"            | Mark Kirkland     | Bill Odenkirk                  | 12 de outubro de 2014   | SABF19           | 7.33                              |
| 556       | 4            | "Treehouse of Horror XXV"       | Matthew Faughnan  | Stephanie Gillis               | 19 de outubro de 2014   | SABF21           | 7.76                              |
| 557       | 5            | "Opposites A-Frack"             | Matthew Nastuk    | Valentina L. Garza             | 2 de novembro de 2014   | SABF22           | 4.22                              |
| 558       | 6            | "Simpsorama"                    | Bob Anderson      | J. Stewart Burns               | 9 de novembro de 2014   | SABF16           | 6.70                              |
| 559       | 7            | "Blazed and Confused"           | Rob Oliver        | Carolyn Omine & William Wright | 16 de novembro de 2014  | TABF01           | 6.70                              |
| 560       | 8            | "Covercraft"                    | Steven Dean Moore | Matt Selman                    | 23 de novembro de 2014  | TABF02           | 3.45                              |
| 561       | 9            | "I Won't Be Home for Christmas" | Mark Kirkland     | Al Jean                        | 7 de dezembro de 2014   | TABF03           | 6.52                              |
| 562       | 10           | "The Man Who Came to Be Dinner" | David Silverman   | Al Jean & David Mirkin         | 4 de janeiro de 2015    | RABF15           | 10.62                             |
| 563       | 11           | "Bart's New Friend"             | Bob Anderson      | Judd Apatow                    | 11 de janeiro de 2015   | TABF05           | 4.28                              |
| 564       | 12           | "The Musk Who Fell to Earth"    | Matthew Nastuk    | Neil Campbell                  | 25 de janeiro de 2015   | TABF04           | 3.29                              |
| 565       | 13           | "Walking Big & Tall"            | Chris Clements    | Michael Price                  | 8 de fevereiro de 2015  | TABF06           | 2.78                              |
| 566       | 14           | "My Fare Lady"                  | Michael Polcino   | Marc Wilmore                   | 15 de fevereiro de 2015 | TABF07           | 2.67                              |
| 567       | 15           | "The Princess Guide"            | Timothy Bailey    | Brian Kelley                   | 1 de março de 2015      | TABF08           | 3.93                              |
| 568       | 16           | "Sky Police"                    | Rob Oliver        | Matt Selman                    | 8 de março de 2015      | TABF09           | 3.79                              |
| 569       | 17           | "Waiting for Duffman"           | Steven Dean Moore | John Frink                     | 15 de março de 2015     | TABF10           | 3.59                              |
| 570       | 18           | "Peeping Mom"                   | Mark Kirkland     | John Frink                     | 19 de abril de 2015     | TABF11           | 3.23                              |
| 571       | 19           | "The Kids Are All Fight"        | Bob Anderson      | Rob LaZebnik                   | 26 de abril de 2015     | TABF12           | 3.33                              |
| 572       | 20           | "Let's Go Fly a Coot"           | Chris Clements    | Jeff Westbrook                 | 3 de maio de 2015       | TABF13           | 3.12                              |
| 573       | 21           | "Bull-E"                        | Lance Kramer      | Tim Long                       | 10 de maio de 2015      | TABF15           | 2.77                              |
| 574       | 22           | "Mathlete's Feat"               | Michael Polcino   | Michael Price                  | 17 de maio de 2015      | TABF16           | 2.82                              |

### 27.ª temporada (2015–2016)
| N.º geral | N.º na temp. | Título original                         | Dirigido por      | Escrito por      | Exibição original       | Cód. de produção | Espectadores nos EUA (em milhões) |
| --------- | ------------ | --------------------------------------- | ----------------- | ---------------- | ----------------------- | ---------------- | --------------------------------- |
| 575       | 1            | "Every Man's Dream"                     | Matthew Nastuk    | J. Stewart Burns | 27 de setembro de 2015  | TABF14           | 3.28                              |
| 576       | 2            | "Cue Detective"                         | Timothy Bailey    | Joel H. Cohen    | 4 de outubro de 2015    | TABF17           | 6.02                              |
| 577       | 3            | "Puffless"                              | Rob Oliver        | J. Stewart Burns | 11 de outubro de 2015   | TABF19           | 3.31                              |
| 578       | 4            | "Halloween of Horror"                   | Mike B. Anderson  | Carolyn Omine    | 18 de outubro de 2015   | TABF22           | 3.69                              |
| 579       | 5            | "Treehouse of Horror XXVI"              | Steven Dean Moore | Joel H. Cohen    | 25 de outubro de 2015   | TABF18           | 6.75                              |
| 580       | 6            | "Friend with Benefit"                   | Matthew Faughnan  | Rob LaZebnik     | 8 de novembro de 2015   | TABF21           | 3.48                              |
| 581       | 7            | "Lisa with an 'S'"                      | Bob Anderson      | Stephanie Gillis | 22 de novembro de 2015  | TABF20           | 5.64                              |
| 582       | 8            | "Paths of Glory"                        | Steven Dean Moore | Michael Ferris   | 6 de dezembro de 2015   | VABF01           | 5.53                              |
| 583       | 9            | "Barthood"                              | Rob Oliver        | Dan Greaney      | 13 de dezembro de 2015  | VABF02           | 5.97                              |
| 584       | 10           | "The Girl Code"                         | Chris Clements    | Rob LaZebnik     | 3 de janeiro de 2016    | VABF03           | 4.41                              |
| 585       | 11           | "Teenage Mutant Milk-Caused Hurdles"    | Timothy Bailey    | Joel H. Cohen    | 10 de janeiro de 2016   | VABF04           | 8.33                              |
| 586       | 12           | "Much Apu About Something"              | Bob Anderson      | Michael Price    | 17 de janeiro de 2016   | VABF05           | 3.95                              |
| 587       | 13           | "Love Is in the N2-O2-Ar-CO2-Ne-He-CH4" | Mark Kirkland     | John Frink       | 14 de fevereiro de 2016 | VABF07           | 2.89                              |
| 588       | 14           | "Gal of Constant Sorrow"                | Matthew Nastuk    | Carolyn Omine    | 21 de fevereiro de 2016 | VABF06           | 3.10                              |
| 589       | 15           | "Lisa the Veterinarian"                 | Steven Dean Moore | Dan Vebber       | 6 de março de 2016      | VABF08           | 3.09                              |
| 590       | 16           | "The Marge-ian Chronicles"              | Chris Clements    | Brian Kelley     | 13 de março de 2016     | VABF09           | 3.07                              |
| 591       | 17           | "The Burns Cage"                        | Rob Oliver        | Rob LaZebnik     | 3 de abril de 2016      | VABF10           | 2.32                              |
| 592       | 18           | "How Lisa Got Her Marge Back"           | Bob Anderson      | Jeff Martin      | 10 de abril de 2016     | VABF11           | 2.55                              |
| 593       | 19           | "Fland Canyon"                          | Michael Polcino   | J. Stewart Burns | 24 de abril de 2016     | VABF12           | 2.77                              |
| 594       | 20           | "To Courier with Love"                  | Timothy Bailey    | Bill Odenkirk    | 8 de maio de 2016       | VABF14           | 2.52                              |
| 595       | 21           | "Simprovised"                           | Matthew Nastuk    | John Frink       | 15 de maio de 2016      | VABF13           | 2.80                              |
| 596       | 22           | "Orange Is the New Yellow"              | Matthew Faughnan  | Eric Horsted     | 22 de maio de 2016      | VABF15           | 2.54                              |

### 28.ª temporada (2016–2017)
| № na série | N.º na temp. | Título original                | Dirigido por                 | Escrito por                                  | Exibição original       | Cód. de produção | Espectadores nos EUA (em milhões) |
| ---------- | ------------ | ------------------------------ | ---------------------------- | -------------------------------------------- | ----------------------- | ---------------- | --------------------------------- |
| 597        | 1            | "Monty Burns' Fleeing Circus"  | Matthew Nastuk               | Tom Gammill & Max Pross                      | 25 de setembro de 2016  | VABF20           | 3.36                              |
| 598        | 2            | "Friends and Family"           | Lance Kramer                 | J. Stewart Burns                             | 2 de outubro de 2016    | VABF18           | 6.00                              |
| 599        | 3            | "The Town"                     | Rob Oliver                   | Dave King                                    | 9 de outubro de 2016    | VABF17           | 3.22                              |
| 600        | 4            | "Treehouse of Horror XXVII"    | Steven Dean Moore            | Joel H. Cohen                                | 16 de outubro de 2016   | VABF16           | 7.44                              |
| 601        | 5            | "Trust but Clarify"            | Michael Polcino              | Harry Shearer                                | 23 de outubro de 2016   | VABF21           | 3.36                              |
| 602        | 6            | "There Will Be Buds"           | Matthew Faughnan             | Matt Selman                                  | 6 de novembro de 2016   | VABF22           | 3.14                              |
| 603        | 7            | "Havana Wild Weekend"          | Bob Anderson                 | Deb Lacusta, Dan Castellaneta & Peter Tilden | 13 de novembro de 2016  | VABF19           | 7.13                              |
| 604        | 8            | "Dad Behavior"                 | Steven Dean Moore            | Ryan Koh                                     | 20 de novembro de 2016  | WABF01           | 2.88                              |
| 605        | 9            | "The Last Traction Hero"       | Bob Anderson                 | Bill Odenkirk                                | 4 de dezembro de 2016   | WABF03           | 5.77                              |
| 606        | 10           | "The Nightmare After Krustmas" | Rob Oliver                   | Jeff Westbrook                               | 11 de dezembro de 2016  | WABF02           | 5.60                              |
| 607        | 11           | "Pork and Burns"               | Matthew Nastuk               | Rob LaZebnik                                 | 8 de janeiro de 2017    | WABF06           | 8.19                              |
| 608–609    | 1213         | "The Great Phatsby"            | Chris ClementsTimothy Bailey | Dan GreaneyDan Greaney & Matt Selman         | 15 de janeiro de 2017   | WABF04 WABF05    | 6.90                              |
| 610        | 14           | "Fatzcarraldo"                 | Mark Kirkland                | Michael Price                                | 12 de fevereiro de 2017 | WABF07           | 2.40                              |
| 611        | 15           | "The Cad and the Hat"          | Steven Dean Moore            | Ron Zimmerman                                | 19 de fevereiro de 2017 | WABF08           | 2.44                              |
| 612        | 16           | "Kamp Krustier"                | Rob Oliver                   | David M. Stern                               | 5 de março de 2017      | WABF09           | 2.56                              |
| 613        | 17           | "22 for 30"                    | Chris Clements               | Joel H. Cohen                                | 12 de março de 2017     | WABF10           | 2.61                              |
| 614        | 18           | "A Father's Watch"             | Bob Anderson                 | Simon Rich                                   | 19 de março de 2017     | WABF11           | 2.40                              |
| 615        | 19           | "Caper Chase"                  | Lance Kramer                 | Jeff Westbrook                               | 2 de abril de 2017      | WABF12           | 2.13                              |
| 616        | 20           | "Looking for Mr. Goodbart"     | Michael Polcino              | Carolyn Omine                                | 30 de abril de 2017     | WABF13           | 2.30                              |
| 617        | 21           | "Moho House"                   | Matthew Nastuk               | Jeff Martin                                  | 7 de maio de 2017       | WABF14           | 2.34                              |
| 618        | 22           | "Dogtown"                      | Steven Dean Moore            | J. Stewart Burns                             | 21 de maio de 2017      | WABF15           | 2.15                              |

### 29.ª temporada (2017–2018)
| № na série | N.º na temp. | Título original                                    | Dirigido por      | Escrito por                                                     | Exibição original      | Cód. de produção | Espectadores nos EUA (em milhões) |
| ---------- | ------------ | -------------------------------------------------- | ----------------- | --------------------------------------------------------------- | ---------------------- | ---------------- | --------------------------------- |
| 619        | 1            | "The Serfsons"                                     | Rob Oliver        | Brian Kelley                                                    | 1 de outubro de 2017   | WABF17           | 3.26                              |
| 620        | 2            | "Springfield Splendor"                             | Matthew Faughnan  | Tim Long & Miranda Thompson                                     | 8 de outubro de 2017   | WABF22           | 5.25                              |
| 621        | 3            | "Whistler's Father"                                | Matthew Faughnan  | Tom Gammill & Max Pross                                         | 15 de outubro de 2017  | WABF16           | 2.91                              |
| 622        | 4            | "Treehouse of Horror XXVIII"                       | Timothy Bailey    | John Frink                                                      | 22 de outubro de 2017  | WABF18           | 3.66                              |
| 623        | 5            | "Grampy Can Ya Hear Me"                            | Bob Anderson      | Bill Odenkirk                                                   | 5 de novembro de 2017  | WABF19           | 2.86                              |
| 624        | 6            | "The Old Blue Mayor She Ain't What She Used to Be" | Matthew Nastuk    | Tom Gammill & Max Pross                                         | 12 de novembro de 2017 | WABF20           | 4.75                              |
| 625        | 7            | "Singin' in the Lane"                              | Michael Polcino   | Ryan Koh                                                        | 19 de novembro de 2017 | WABF21           | 2.67                              |
| 626        | 8            | "Mr. Lisa's Opus"                                  | Steven Dean Moore | Al Jean                                                         | 3 de dezembro de 2017  | XABF01           | 4.28                              |
| 627        | 9            | "Gone Boy"                                         | Rob Oliver        | John Frink                                                      | 10 de dezembro de 2017 | XABF02           | 6.06                              |
| 628        | 10           | "Haw-Haw Land"                                     | Bob Anderson      | Tim Long                                                        | 7 de janeiro de 2018   | XABF03           | 6.95                              |
| 629        | 11           | "Frink Gets Testy"                                 | Chris Clements    | Dan Vebber                                                      | 14 de janeiro de 2018  | XABF04           | 8.04                              |
| 630        | 12           | "Homer is Where the Art Isn't"                     | Timothy Bailey    | Kevin Curran                                                    | 18 de março de 2018    | XABF05           | 2.07                              |
| 631        | 13           | "3 Scenes Plus a Tag from a Marriage"              | Matthew Nastuk    | Tom Gammill & Max Pross                                         | 25 de março de 2018    | XABF06           | 2.15                              |
| 632        | 14           | "Fears of a Clown"                                 | Steven Dean Moore | Michael Price                                                   | 1 de abril de 2018     | XABF08           | 2.06                              |
| 633        | 15           | "No Good Read Goes Unpunished"                     | Mark Kirkland     | Jeff Westbrook                                                  | 8 de abril de 2018     | XABF07           | 2.15                              |
| 634        | 16           | "King Leer"                                        | Chris Clements    | Daniel Furlong & Zach Posner                                    | 15 de abril de 2018    | XABF10           | 2.26                              |
| 635        | 17           | "Lisa Gets the Blues"                              | Bob Anderson      | David Silverman & Brian Kelley                                  | 22 de abril de 2018    | XABF11           | 2.19                              |
| 636        | 18           | "Forgive and Regret"                               | Rob Oliver        | Bill Odenkirk                                                   | 29 de abril de 2018    | XABF09           | 2.47                              |
| 637        | 19           | "Left Behind"                                      | Lance Kramer      | História por : Al Jean Roteiro por : Joel H. Cohen & John Frink | 6 de maio de 2018      | XABF12           | 2.15                              |
| 638        | 20           | "Throw Grampa from the Dane"                       | Michael Polcino   | Rob LaZebnik                                                    | 13 de maio de 2018     | XABF13           | 2.14                              |
| 639        | 21           | "Flanders' Ladder"                                 | Matthew Nastuk    | J. Stewart Burns                                                | 20 de maio de 2018     | XABF14           | 2.10                              |

### 30.ª temporada (2018–2019)
| № na série | N.º na temp. | Título original                      | Dirigido por      | Escrito por                                                            | Exibição original       | Cód. de produção | Espectadores nos EUA (em milhões) |
| ---------- | ------------ | ------------------------------------ | ----------------- | ---------------------------------------------------------------------- | ----------------------- | ---------------- | --------------------------------- |
| 640        | 1            | "Bart's Not Dead"                    | Bob Anderson      | Stephanie Gillis                                                       | 30 de setembro de 2018  | XABF19           | 3.24                              |
| 641        | 2            | "Heartbreak Hotel"                   | Steven Dean Moore | Renee Ridgeley e Matt Selman                                           | 7 de outubro de 2018    | XABF15           | 4.60                              |
| 642        | 3            | "My Way or the Highway to Heaven"    | Rob Oliver        | Dan Castellaneta, Deb Lacusta e Vince Waldron                          | 14 de outubro de 2018   | XABF17           | 2.52                              |
| 643        | 4            | "Treehouse of Horror XXIX"           | Matthew Faughnan  | Joel H. Cohen                                                          | 21 de outubro de 2018   | XABF16           | 2.95                              |
| 644        | 5            | "Baby You Can't Drive My Car"        | Timothy Bailey    | Rob LaZebnik                                                           | 4 de novembro de 2018   | XABF18           | 5.08                              |
| 645        | 6            | "From Russia Without Love"           | Matthew Nastuk    | Michael Ferris                                                         | 11 de novembro de 2018  | XABF20           | 2.35                              |
| 646        | 7            | "Werking Mom"                        | Michael Polcino   | Carolyn Omine e Robin Sayers                                           | 18 de novembro de 2018  | XABF21           | 4.34                              |
| 647        | 8            | "Krusty the Clown"                   | Matthew Faughnan  | Ryan Koh                                                               | 25 de novembro de 2018  | XABF22           | 2.11                              |
| 648        | 9            | "Daddicus Finch"                     | Steven Dean Moore | Al Jean                                                                | 2 de dezembro de 2018   | YABF01           | 4.33                              |
| 649        | 10           | "’Tis the 30th Season"               | Lance Kramer      | História por : Jeff Westbrook Roteiro por : John Frink & Joel H. Cohen | 9 de dezembro de 2018   | YABF02           | 7.53                              |
| 650        | 11           | "Mad About the Toy"                  | Rob Oliver        | Michael Price                                                          | 6 de janeiro de 2019    | YABF03           | 2.33                              |
| 651        | 12           | "The Girl on the Bus"                | Chris Clements    | Joel H. Cohen                                                          | 13 de janeiro de 2019   | YABF04           | 8.20                              |
| 652        | 13           | "I'm Dancing as Fat as I Can"        | Matthew Nastuk    | Jane Backer                                                            | 10 de fevereiro de 2019 | YABF06           | 1.75                              |
| 653        | 14           | "The Clown Stays in the Picture"     | Timothy Bailey    | Matt Selman                                                            | 17 de fevereiro de 2019 | YABF05           | 2.75                              |
| 654        | 15           | "101 Mitigations"                    | Mark Kirkland     | História por : Rob LaZebnik Roteiro por : Brian Kelley & Dan Vebber    | 3 de março de 2019      | YABF07           | 2.25                              |
| 655        | 16           | "I Want You (She's So Heavy)"        | Steven Dean Moore | Jeff Westbrook                                                         | 10 de março de 2019     | YABF08           | 2.21                              |
| 656        | 17           | "E My Sports"                        | Rob Oliver        | Rob LaZebnik                                                           | 17 de março de 2019     | YABF09           | 2.08                              |
| 657        | 18           | "Bart vs. Itchy & Scratchy"          | Chris Clements    | Megan Amram                                                            | 24 de março de 2019     | YABF10           | 1.99                              |
| 658        | 19           | "Girl's in the Band"                 | Jennifer Moeller  | Nancy Cartwright                                                       | 31 de março de 2019     | YABF11           | 2.07                              |
| 659        | 20           | "I'm Just a Girl Who Can't Say D'oh" | Michael Polcino   | Jeff Martin & Jenna Martin                                             | 7 de abril de 2019      | YABF12           | 1.61                              |
| 660        | 21           | "D'oh Canada"D'oh Canadá             | Matthew Nastuk    | Tim Long & Miranda Thompson                                            | 28 de abril de 2019     | YABF14           | 1.93                              |
| 661        | 22           | "Woo-Hoo Dunnit?"                    | Steven Dean Moore | Brian Kelley                                                           | 5 de maio de 2019       | YABF15           | 1.79                              |
| 662        | 23           | "Crystal Blue-Haired Persuasion"     | Matthew Faughnan  | Megan Amram                                                            | 12 de maio de 2019      | YABF16           | 1.50                              |

## Especial
| Título                                                                                            | Exibição original     | Ratings/ Share |
| ------------------------------------------------------------------------------------------------- | --------------------- | -------------- |
| "The Simpsons 20th Anniversary Special – In 3-D! On Ice!"                                         | 10 de janeiro de 2010 | 13.0           |
| O filme examina o "fenômeno cultural" da série e inclui entrevistas com elenco e fãs do programa. |                       |                |